# サレマタ県
サレマタ県（サレマタけん、フランス語：Département de Salemata）は、セネガルのケドゥグ州の県(橙色の領域)。
県都はサレマタ。
2013年の人口は約2.2万人。
2008年に設置された。

座標: 北緯12度37分43秒 西経12度49分00秒 / 北緯12.62861度 西経12.81667度